# 모함메드 자흐팔리
모함메드 야흐야 자흐팔리(아랍어: محمد يحيى جحفلي, Mohammed Yahya Jahfali, 1990년 10월 24일 ~ )는 사우디아라비아의 축구 선수로 포지션은 센터백이다.